# نواحی جغرافیای پرو از لحاظ طبیعی

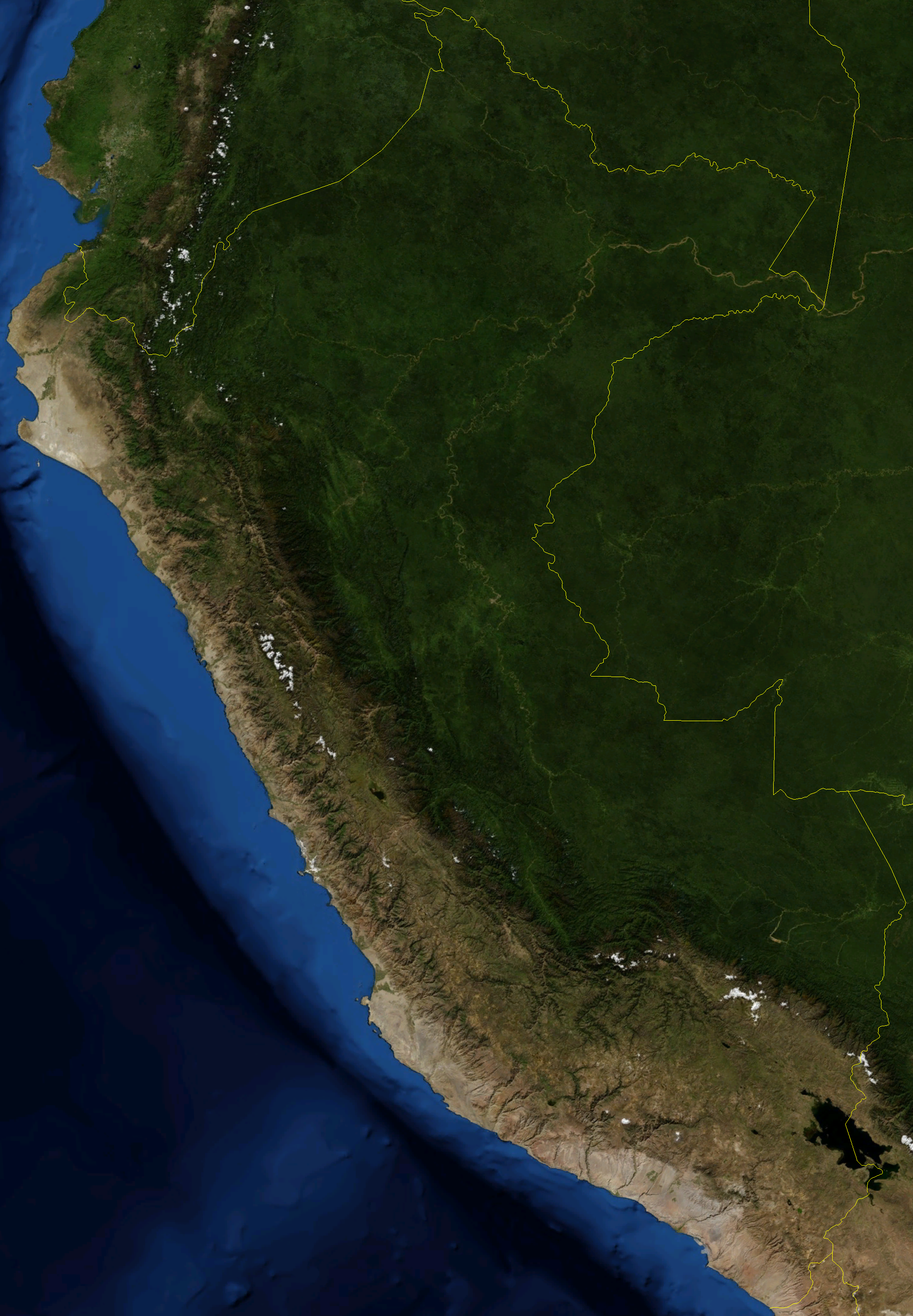

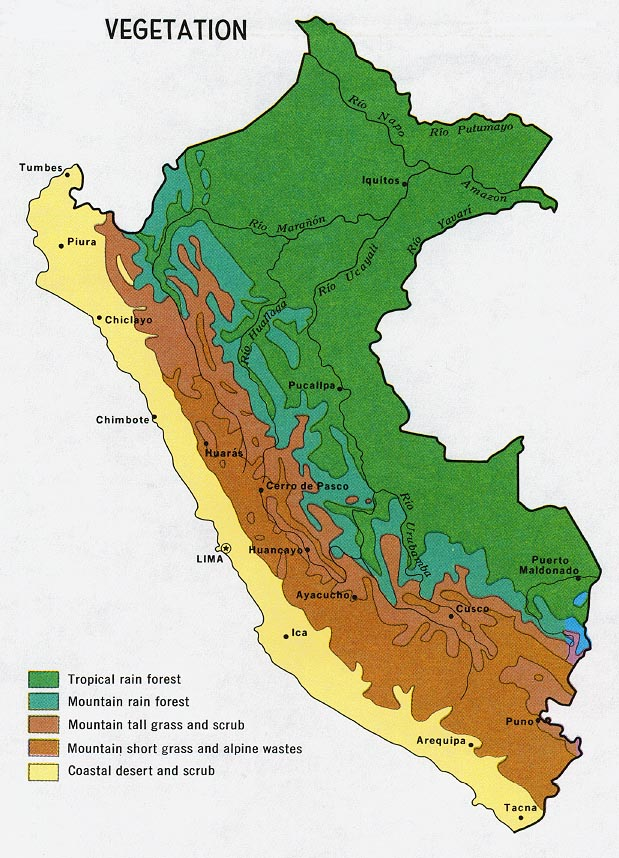

نواحی جغرافیای پرو از لحاظ طبیعی (اسپانیایی: Regiones geográficas tradicionales del Perú‎)
زمانی که اسپانیایی‌ها وارد شدند، آن‌ها پرو را (به دلایل سیاسی) به سه ناحیه تقسیم نمودند:
ناحیه ساحلی (Costa (Perú))، که توسط اقیانوس آرام محدود می‌شود؛ زمین‌های مرتفع، که در بلندی‌های آند (Andes peruanos
) واقع شده؛ و جنگل که بر روی خور جنگل آمازون (Amazonía del Perú) قرار می‌گیرد.
این کلمات هم‌اکنون هم در پرو بکار می‌رود. خاویر پولگار ویدال، جغرافیدانی که حقیقت جغرافیای طبیعی منطقه پرو را برای مدتی طولانی مطالعه نموده‌است، ایجاد ۸ ناحیه طبیعی را پیشنهاد کرده‌است. در سال ۱۹۴۱، مجمع عمومی سوم مؤسسه جغرافیا و تاریخ پان آمریکن، این اقدام را تأیید نمود.
این هشت منطقه در پرو عبارتند از:
- چالا| چالا یا ساحل (یک بیابان در نیمه گرمسیری در ساحل مرکزی و جنوبی، و یک «دشت هموار» در حال تغییر حاره در ساحل شمالی)
- یونگا (شامل دره‌های بایر و حاصلخیز نیمه گرمسیری)
- کوئچوا
- سونی یا جالکا
- پونا
- جانکا
- روپا- روپا یا جنگل مرتفع
- اوماگوا یا جنگل پست

## میراث طبیعی و فرهنگی پرو
قانون اساسی پرو| پانون پرو در سال ۱۹۹۳، منابع طبیعی و بوم سازگان (اکوسیستم) را به عنوان میراثی از کشور تعیین کرده‌است. در سال۱۹۰۰، نظام ملی نواحی طبیعی که مورد پشتیبانی دولت پرو (SINANPE) می‌باشد، ایجاد شد. ماهیت قانون به مؤسسه ملی منابع طبیعی (IRENA) بستگی دارد. آن‌ها نقشه‌ای از حفاظت و نگهداری میراث تاریخی- فرهنگی و طبیعت نیز تولید نمودند.
این نقشه دارای ۴۹ ناحیه طبیعی (٪۱۳ از کل سطح کشور) است که تحت حفاظت دولت قرار دارد: ۸ پارک ملی، ۸ منطقه حفاظت شده ملی، ۶ مکان مقدس ملی، ۳ مکان وقدس تاریخی، ۴ جنگل ملی، ۶ جنگل حفاظت شده، ۱ منطقه حفاظت شده شهری، دو زمین محصور شکار و ۱۱ ناحیه حفاظت شده (دیگر).
پارک‌های ملی مکان‌هایی هستند که در آن‌ها پوشش گیاهی و جانوری وحشی تحت حفاظت و مراقبت قرار گرفته‌اند. (در این مناطق) بهره‌برداری ازمنابع طبیعی و اسکان بشری ممنوع است.

## پارکهای ملی
- پارک ملی گوتروو، قدیمی‌ترین پارک ملی پرو می‌باشد. این پارک در سال ۱۹۶۱ در کاجامارکا (بخش پرو) ایجاد شده‌است. تعدادی غار در این پارک وجود دارد همچون غار سن آندرس، که گوآچارو در آن زندگی می‌کند- پرنده‌ای که در معرض خطر انقراض قرار دارد.

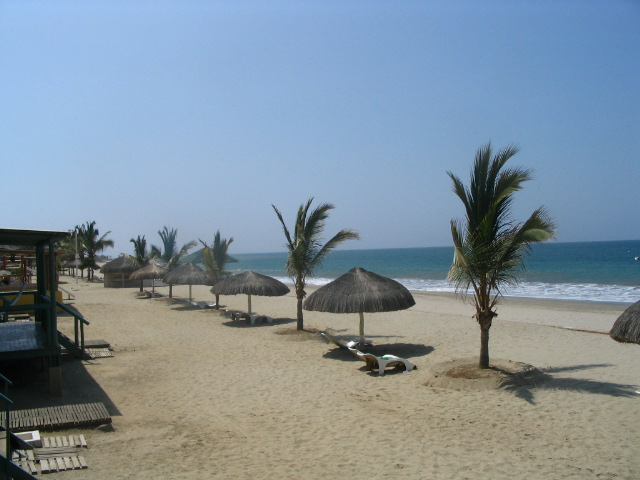
چشم‌انداز ساحل در ایالت پونتا سال

- پارک ملی تینگوماریا، در ه هوانوکو قرار دارد. جاذبه اصلی آن (غار بوف کاوگر| جغد) Cueva de las Lechuzas است که مرغ خون‌آشام| گوآچارو نیز در آنجا زندگی می‌کند.
- پارک ملی مانیو، در مادره ددیوس و کوزکو واقع شده‌است. این پارک بهترین ناحیه نمایانگر تنازع بقای آمازون است. در سال ۱۹۷۷، یونسکو آن را به عنوان منطقه حفاظت شده کره حیات (بیوسفر) معرفی نمود و در سال ۱۹۸۷، به عنوان میراث طبیعی بشریت اعلام گردید.
- پارک ملی هواسکاریان، در آنکاش قرار گرفته‌است. این پارک نیز به به عنوان میراث طبیعی بشریت و نیز منطقه حفاظت شده هسته زیست کره معرفی شده‌است. بلندترین کوه پوشیده از برف در اینجا قرار دارد (که نام آن نیز هواسکاریان خوانده شده و m ۶۷۶۸ ارتفاع دارد). این پارک مسکنی است برای ماگنولیای نوع پویا رایموندی، ببر یا یوزپلنگ آمریکایی، گربه وحشی، لاما، شتر بی کوهان، گوزن باتلاق، خوک خرطومدار پرویی، مرغ دم دراز پروئی، گونه‌های مرغ مگسخوار، و انواع متعدد اردک.
- پارک ملی تپه‌های آموتاپ، (تپه‌های آموتاپ)، در پیورا و تومبس قرار دارد. این پارک دارای جنگل‌های اقلیمی خشک فراوان و گونه‌های در مخاطره همچون کروکودیل آمریکایی است.
- پارک ملی رود آبیسیو، در سن مارتین واقع شده‌است. یونسکو آن منطقه را به عنوان میراث طبیعی و فرهنگی بشریت نامیده‌است.
- پارک ملی یاناچاگا چمیلن، در پاسکو قرار دارد. این پارک یک منطقه حفاظت شده جنگل‌های گرمسیری است که در ارتفاع m۴۸۰۰ واقع شده‌است. رود پلاکازو، رود هوانکابامبا، رود پوزوزو و شاخه‌های آن در میان این پارک ملی جاری هستند. برخی از جمعیت‌های بومی هنوز در این جا زندگی می‌کنند. همچنین برخی از حوزه‌های باستان‌شناسی از قلمرو و فرهنگ‌های اینکا و یانشا از این منطقه بوده‌اند.
- پارک ملی باهوآجا سونه نه، در مادره ددیوس قرار گرفته‌است. این پارک دارای جنگل‌های گرمسیری پونو، هیت پامپاس و بخشی از ناحیه تحت حفاظت تامبوپاتا- کاندامو می‌باشد.

## نواحی ملی حفاظت شده

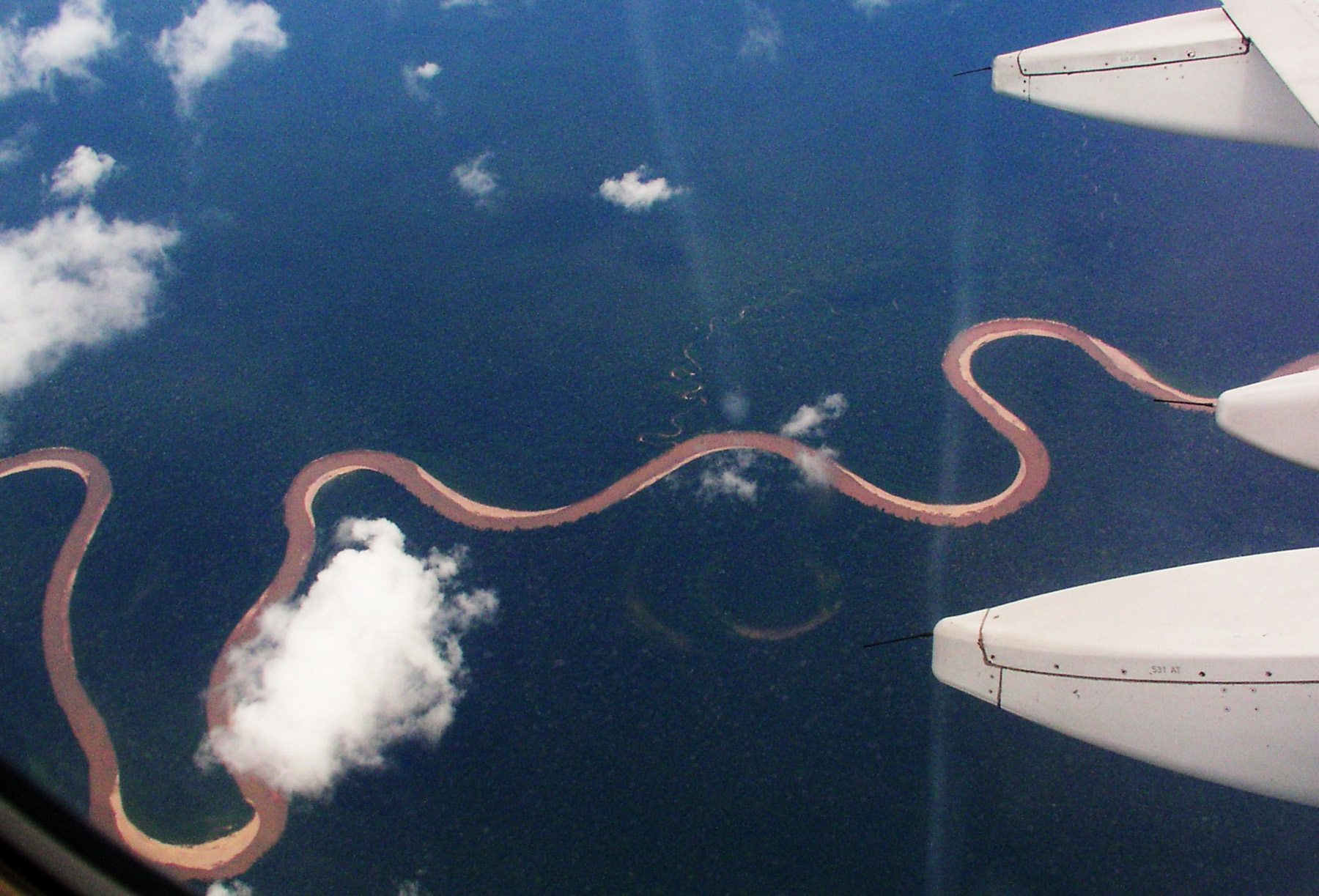
خور آمازون در پرو

منطقه ملی حفاظت شده لوماس دلاچای، لیما، پرو 
- پامپاگالراس- باربارا دی آشیله، در آیاکوچو قرار دارد و موطن شترچه (نوعی لاما) است.
- منطقه محافظت شده ملی جونین که در جونین واقع شده‌است. یکی از اهداف اصلی آن، حفاظت از اکوسیستم و تنازع بقا در دریاچه جونین است.
- منطقه حفاظت شده ملی پاراکاس، که در ایکا قرار دارد. یکی از اهداف اصلی آن، حفاظت از اکوسیستم دریاچه و میراث تاریخی- فرهنگی آن بوده‌است.
- لوماس دلاچای| لاچای، در لیما واقع شده‌است. هدف اصلی از آن، نگهداری و حفاظت از اکوسیستم لوماس دلاچای (تپه‌های لاچای) است.
- منطقه حفاظت شده ملی پاکایا سامیریا، در لورتو قرار گرفته‌است. هدف اصلی از آن، حفظ اکوسیستم‌های ناحیه اوماگوا و ارتقائ شهرهای بومی بوده‌است.
- منطقه حفاظت شده ملی سالیناس و آگوآدا بلانکا، در آرکوئیپا و ماکوئگوا واقع شده‌اند. هدف اصلی از آنها، حفاظت پوشش گیاهی، پوشش جانوری و تشکیل مناظر در آن‌ها بوده‌است

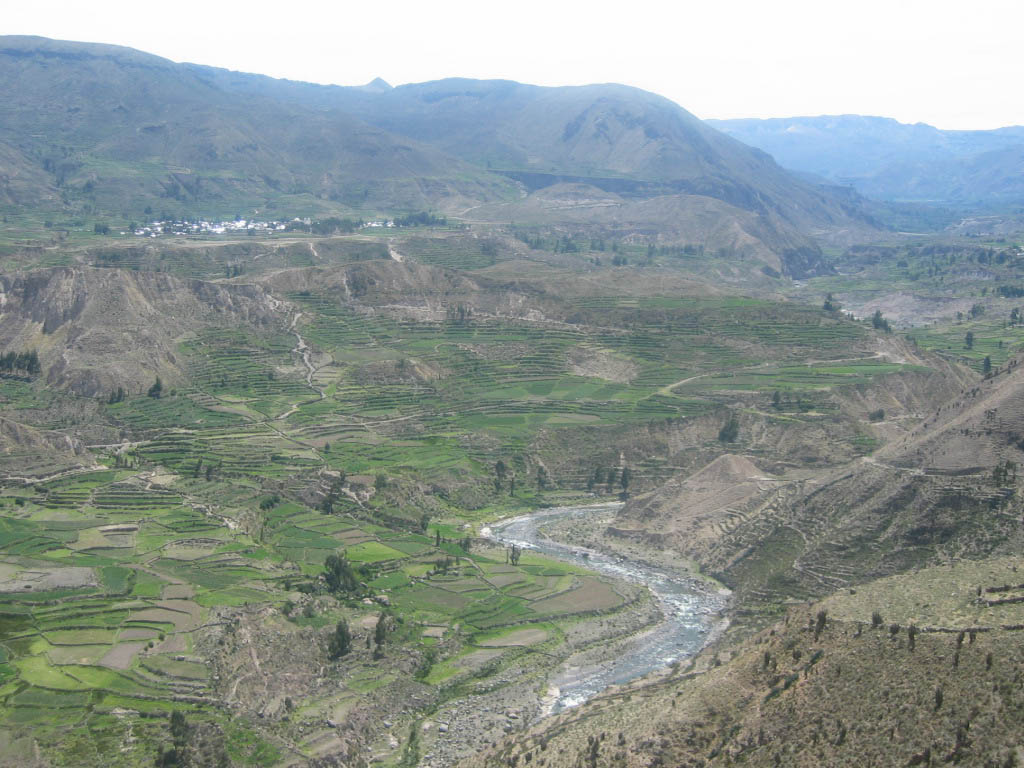
دره عمیق کولکا، آرکوئیپا

- منطقه حفاظت شده ملی کالیپوی| کالپوی، در لالیبرتاد (بخش پرو)| لالیبرتاد قرار گرفته‌است. هدف اصلی از آن حفاظت از جمعیت شترهای بی کوهان بوده‌است.
- منطقه حفاظت شده ملی تیتیکاکا، در پونو واقع شده‌است. هدف اصلی از آن محافظت از اکوسیستم‌ها و مناظر دریاچه تیتیکا بوده‌است.

## اماکن ملی مقدس
- معبد ملی هوآیلای
- معبد ملی کالیپوی
- معبد ملی لاگوناس دمجیا (تالاب مجیا)
- معبد ملی آمپای
- معبد ملی مانگلارس دتومبس (تالابهای تومبس درخت کرنا)
- مانگلارس دویسه، در ایالت سچورا از ناحیه پیورا قرار دارد (از معبد ملی مانگلارس دتومبس کوچکتر است، و در منتهاالیه جنوب سیستم تالابی درخت کرنا در ناحیه پاسیفیک واقع شده‌است)
- معبد ملی تاباکونس نامباله

## معابد تاریخی
- معبد تاریخی چاکراماکرا
- معبد تاریخی پامپاس د آیاکوچو (پامپاس آیاکوچو)
- ماچو پیکچو

## جنگلهای ملی
- جنگل ملی بیابو بیابو کوردیلرا آزول (رشته کوه آبی رنگ بیابو)
- جنگل ملی ماریسکال کازرس
- جنگل ملی پاستازا- مورونا- مارانیون
- جنگل ملی الکساندر فون هامبلدت

## جنگلهای حفاظتی
- جنگل حفاظتی سلطنتی آلدانیو بوکاتوما دل کانال نوو
- جنگل حفاظتی پوکویو سانتا روزا (چشمه آب سانتاروزا)
- جنگل حفاظتی پوی- پوی
- جنگل حفاظتی سن ماتیاس- سن کارلوس
- جنگل حفاظتی آلتو مایو
- جنگل حفاظتی پاگایبامبا

## منطقه حفاظت شده شهری
- منطقه حفاظت شده شهری یانشا

## سرزمینهای محصور شکار
- سرزمین محصور شکار سانچو بامبا
- سرزمین محصور شکار ال انگولو

## مناطق حفاظت شده
- پارک ملی مانیو| مانیو
- منطقه حفاظت شده لاکوئیپامپا
- منطقه حفاظت شده آپوریماک
- منطقه حفاظت شده پانتانوس دل ویلا (تالابهای ویلا)
- منطقه حفاظت شده تامبوپاتا- کاندامو
- منطقه حفاظت شده باتیان گرانده
- منطقه حفاظت شده آلگاروبال ال مورو (بیشه زار درخت خرنوب ال مورو)
- منطقه حفاظت شده تومبس
- منطقه حفاظت شده گوپیه
- منطقه حفاظت شده چانکیبانیوس
- منطقه حفاظت شده آیمورو لوپاکا